# Skansenpojkarna
Skansenpojkarna var en spelmansduo med hälsingespelmännen Ivan Ericson och Theodor Olsson, och under en kortare tid med Bernhard Jansson och Theodor Olsson, som var verksamma som spelmän på Skansen ett antal år. De släppte ett antal 78-varvare med främst hälsingelåtar.

## Diskografi
- 1936 Spelmansvals (78-varvare, outgiven provskiva )
- 1936 Blacksåspolska av Jonas Olsson, "Finn-Jonke", Delsbo och Vingel Anders vals efter Vingel-Anders Hansson, Alfta  (78-varvare)
- 1936 Bygdegårdsvalsen av J.O. Olsson och Tomteschottis av J.O. Olsson (78)
- 1936 Fjällbruden av Arthur Hedström spelad av Ivan Thelmé och Hans-Erik Nääs och Dellens vågor av Johan von Schwartz, efter Jon-Erik Hall spelad av Skansenpojkarna  (78)
- 1937 Inga, vals av Sven Rüno och Vid Orsjön av Joel Åström (med Gösta Kjelertz på sång, Gösta Ponsson på ?)(78)
- 1937 Fjusnäsvalsen av Jon-Erik Hall och Liv-Anders polska efter Jon-Erik Hall och Anders Lif, Järvsö (78)
- 1937 Järvsövalsen (Järvsövisan?) av Oscar Bergqvist och Rävstabäckens brus av Wiktor Öst (78-varvare)
- 1937 Horgalåten, Järvsö och Baksjöbottningen, Värmland, schottis av Eskil Andersson (tillsammans med Nils Kyndel)(78)
- 1938 Vasaloppet, hambo av Emil Hedberg och Kälarnepolka, Håsjö socken, Jämtland (78)
- 1937 Järvsö klack, polska av Eric Öst och Längtan till Norrbotten av V.Öst och Svasse Bergqvist (78)
- 1937 Bustintvalsen av A. Öfvergren och Svanpolska (78)
- 1939 Jubileumsschottis av Gösta Sundqvist spelad av Skansenpojkarna och Byrackan, vals av Ivar Andersson spelad av Carl Jularbos orkester (78)
- 1939 På loggolvet, schottis av August Strömberg och Värmlandsvalsen av "Kalle Pota", W. Leander (78)
- 1939 När mor var ung..., gammelvals av Spel-Gulle och Häxdansen, pristagarepolska av Spel-Gulle (78)
- 1939 Hälsingehambo och Spelmansfiolen, vals av Albin Scott, Medelpad (78)
- 1939 Vid Lillsjön, gammelvals av H. Skoglund och Par om par, vals av Ivar Andersson (78)
- 1939 Svenska klämmen, vals av K.G. Blom och Dragspelsschottis av William Thunborg (78)
- 1961 De fem Ranungspolskorna och Fiolen min av Jon-Erik Öst  (EP)